# Веддер, Эдди
Эдди Веддер (англ. Eddie Vedder, при рождении Эдвард Луис Северсон III;, род. 23 декабря 1964, Эванстон, штат Иллинойс) — американский музыкант, наиболее известный как фронтмен рок-группы Pearl Jam. Помимо работы с Pearl Jam, Веддер был одним из участников супергруппы Temple of the Dog и выпустил три сольных альбома.
Веддер, известный своим мощным баритоном, получил широкое признание как один из величайших вокалистов всех времён.
В 2017 году Веддер был введен в Зал славы рок-н-ролла как участник Pearl Jam.

## Биография
Веддер родился 23 декабря 1964 года в Эванстоне, штат Иллинойс , в семье Карен Ли Веддер и Эдварда Луи Северсона-младшего.
После того, как его родители разошлись в 1965 году, мать Эдди вышла замуж за Питера Мюллера, которого Веддер считал своим биологическим отцом. В середине 1970-х семья (включая трех младших сводных братьев Эдди) переехала в округ Сан-Диего, Калифорния. На свое 12-летие  Веддер получил гитару в качестве подарка и начал заниматься музыкой.
Когда Веддеру было 15, его мать и отчим развелись, и Карен Ли с братьями вернулись в Иллинойс, а Эдди остался с отчимом. Во время учёбы в старшем классе, Веддер съехал от отчима на съёмную квартиру, работая в ночной аптеке. Школу он так и не закончил . Позже, работая официантом, свидетельство об эквивалентности средней школы (англ. Certificate of High School Equivalency, CHSE)  в колледже Oakton.
Веддер был знаком со своим биологическим отцом, но считал его другом родителей. К моменту, когда Эдвард узнал правду, его отец уже умер от рассеянного склероза. Эмоции от потрясения описал в песни «Alive». После развода приёмного отца и матери, Веддер взял девичью фамилию Карен Ли.
Эдди Веддер также принимал участие во многих других музыкальных проектах, включая саундтреки. В 2007 году Веддер выпустил свой первый сольный альбом в форме саундтрека к фильму «В диких условиях» (2007). Второй сольный альбом называется Ukulele Songs и был выпущен в 2011 году.

## Личная жизнь
Веддер в 1994 году женился на бас-гитаристке инди-роковой группы Hovercraft Beth Liebling, в 2000 году они развелись. Второй брак с американской моделью Джилл Маккормик (2009?), ещё до брака у них родились две дочери Оливия в 2004 году и Харпер Мун в 2008-м.
Его связывает тесная дружба с несколькими знаменитыми голливудскими актёрами, такими как Шон Пенн, Рассел Кроу, Джек Блэк и др.
После того, как Pearl Jam стали всемирно известной группой, Веддер осуществил свою мечту детства — познакомился и подружился с легендами рока — лидером The Who Питом Таунсендом, канадским музыкантом Нилом Янгом и гитаристом Ramones Джонни Рамоном. Так же известно, что Веддер неоднократно давал концерты во время предвыборной кампании Барака Обамы в его поддержку. Веддер известен как сторонник Демократической партии и даже дружен с самим Бараком.

## Дискография

### Соло
| 2007                                      | Into the Wild - Выпущен: 18 сентября 2007 - Лейбл: J - Формат: CD, LP       | 11 | 39 | 31 | 68 | 6 | 30 | 34 | 89 | 28 | 183 |
| 2011                                      | Ukulele Songs - Выпущен: 31 мая 2011 - Лейбл: Monkeywrench - Формат: CD, LP | 4  | 6  | 64 | 18 | 6 | 13 | 32 | 23 | 5  | 49  |
| "—" denotes a release that did not chart. |                                                                             |    |    |    |    |   |    |    |    |    |     |

### Синглы
| Год                                       | Сингл                                                    | Пиковые позиции | Пиковые позиции | Пиковые позиции | Пиковые позиции | Пиковые позиции | Альбом                   |
| Год                                       | Сингл                                                    | US              | US Adult        | US Alt.         | US Main.        | CAN             | Альбом                   |
| ----------------------------------------- | -------------------------------------------------------- | --------------- | --------------- | --------------- | --------------- | --------------- | ------------------------ |
| 2001                                      | "You've Got to Hide Your Love Away"                      | —               | 28              | 30              | 40              | —               | I Am Sam soundtrack      |
| 2007                                      | "Hard Sun"                                               | —               | —               | 13              | —               | 23              | Into the Wild soundtrack |
| 2008                                      | "All the Way"                                            | —               | —               | —               | —               | —               | Non-album single         |
| 2010                                      | "My City of Ruins" (live from the Kennedy Center Honors) | 92              | —               | —               | —               | —               | Non-album single         |
| 2010                                      | "Better Days"                                            | —               | —               | —               | —               | —               | Eat Pray Love soundtrack |
| 2011                                      | "Longing to Belong"                                      | —               | —               | —               | —               | —               | Ukulele Songs            |
| 2011                                      | "Can't Keep"                                             | —               | —               | —               | —               | —               | Ukulele Songs            |
| 2011                                      | "Without You"                                            | —               | —               | —               | —               | —               | Ukulele Songs            |
| 2020                                      | "Matter of Time"                                         |                 |                 |                 |                 |                 | Non-album single         |
| "—" denotes a release that did not chart. |                                                          |                 |                 |                 |                 |                 |                          |

### Видеоклипы
- "Hard Sun" (2007)
- "Guaranteed" (2008)
- "No More" (2008)
- "Better Days" (2010)
- "You're True" (2011)
- "Longing to Belong" (2011)
- "Can't Keep" (2011)
- "Sleeping by Myself" (2012)

### DVD
- Too Tough to Die (A Tribute to Johnny Ramone) (2008) — участие; концерт в Лос-Анджелесе 2004 года